# Victoria De Angelis
Victoria De Angelis (Roma, 28 aprile 2000) è una bassista e disc jockey italiana.
È fondatrice e bassista dei Måneskin, con cui ha vinto la 71ª edizione del Festival di Sanremo e la 65ª edizione dell'Eurovision Song Contest. Nel 2024 ha avviato la sua carriera musicale da solista con il singolo Get Up Bitch! Shake Ya Ass, una collaborazione con la cantante brasiliana Anitta.

## Biografia
È nata a Roma da madre danese di Hørsholm, Jeanett Uhrbrand, e padre italiano, Alessandro De Angelis, abruzzese di Mascioni, fondatori e gestori di un'agenzia di tour operator nella capitale. Residente nel quartiere Monteverde, ha una sorella di tre anni più giovane, Veronica detta Nica. Appassionata di musica rock ed heavy metal fin dall'infanzia, ma anche di skateboard, ha iniziato a suonare la chitarra all'età di otto anni. Alle scuole medie, presso l'Istituto Comprensivo "Gianicolo", in classe seconda ha scoperto il basso elettrico, su indicazione di una sua professoressa, appassionandosi poi allo strumento e iniziando a suonare in alcune band. In una di queste, chiamata The Third Room (dall'aula scolastica in cui provavano), il cantante era Damiano David, suo futuro compagno nei Måneskin, presto allontanato per uno stile troppo pop. Poi, quando Victoria aveva 12 anni, la madre si è ammalata di cancro, portando la figlia ad iniziare a soffrire di attacchi di panico, a causa dei quali a 14 anni, iscritta al Liceo Scientifico Statale "John Fitzgerald Kennedy", è rimasta per un intero anno senza frequentarlo, scegliendo poi nel 2015 di recarsi in Danimarca ad assistere la madre tornata nella propria famiglia d'origine per le cure. La madre è poi morta dopo circa tre mesi; Victoria aveva 15 anni.
Sempre nel 2015, tornata a Roma e al liceo, decide di fondare una nuova band con il suo amico chitarrista Thomas Raggi, conosciuto alle scuole medie, trovando una cantante residente fuori Roma. Damiano David ha poi sostituito la cantante, impossibilitata a recarsi spesso in città, e tramite un annuncio su Facebook è stato reclutato il batterista Ethan Torchio. La scelta del nome della band è ricaduta, su proposta di Victoria stessa, sulla parola danese Måneskin ("chiaro di luna").
Dopo essersi esibiti come artisti di strada nelle vie del quartiere Colli Portuensi, nel 2017 il gruppo è salito alla ribalta grazie alla partecipazione, conclusasi al secondo posto, all'undicesima edizione del talent show X Factor, vinta dal siciliano Lorenzo Licitra. L'album di debutto Il ballo della vita, uscito il 26 ottobre 2018, e il successivo tour tenuto tra il 2018 e il 2019 hanno consolidato ulteriormente il successo della band, ma è stato nel 2021, quando il gruppo ha vinto prima il Festival di Sanremo e successivamente anche l'Eurovision Song Contest, che è avvenuta la definitiva consacrazione nel panorama musicale sia italiano ed europeo che mondiale. 
Il 19 marzo 2021 è uscito il secondo album in studio della band, Teatro d'ira: Vol. I, seguito il 20 gennaio 2023 dal terzo, intitolato Rush!.

### Attività solista
Nel 2023 ha collaborato con i Duran Duran come ospite al basso e alla voce nella cover di Psycho Killer dei Talking Heads, poi inserita all'interno del disco Danse Macabre. Il 26 febbraio 2024 ha pubblicato su SoundCloud il suo primo mixtape intitolato Victoria’s Treat e ha annunciato il suo primo tour mondiale da DJ che tocca i club più esclusivi in europa e negli Stati uniti. Il 30 agosto ha poi pubblicato il suo singolo di debutto da solista, una collaborazione con la cantante brasiliana Anitta intitolato Get Up Bitch! Shake Ya Ass. Ha inoltre effettuato un tour solista Catch Me if You Can, partito il 9 settembre da Modena e concluso il 30 novembre a Manchester. Agli MTV Video Music Awards 2024 si è esibita live accompagnando Halsey nella presentazione del suo nuovo singolo Ego. Il 29 novembre pubblica il suo secondo singolo Ratata mentre il 17 gennaio 2025 è la volta di Whistle. Il 13 febbraio 2025 si è esibita sul palco del Festival di Sanremo 2025 assieme ai Duran Duran.

## Stile musicale e influenze
Come bassista ha citato fra le sue influenze artistiche Nick O'Malley e Kim Gordon. Nel 2023 John Taylor dei Duran Duran l'ha definita "probabilmente il basso elettrico più importante in questo momento".
Come DJ, il suo primo mixtape è un mix electro dance con sonorità che richiamano Ciara, Missy Elliot e Justin Jay. I singoli successivi virano sulla techno e incorporano influenze latine.

## Vita privata
Si è dichiarata lesbica dopo essersi in precedenza identificata come bisessuale, affermando che la sua identità si sta sviluppando e che ha una relazione con la modella Luna Passos.

## Discografia

### Da solista

#### Singoli
- 2024 – Get Up Bitch! Shake Ya Ass (feat. Anitta)
- 2024 – Ratata
- 2025 – Whistle
- 2025 – T-Shirt (con Tommy Genesis e Miss Bashful)
- 2025 – Daddy  (con Ashnikko)

Collaborazioni
- 2023 – Psycho Killer (Duran Duran feat. Victoria)
- 2025 – Baby G (con Brutalismus 3000)

#### Mix
- 2024 – Victoria's Treat
- 2024 – AK Sports
- 2024 – Miss Bitch 2.0
- 2025 – Chippy Nonstop

Remix
- 2024 – Guess (Victoria Remixxx)

## Tournée

### Da solista
- 2024 – Victoria
- 2024 – Catch Me if You Can
- 2025 – Victoria's Hot Summer Tour

### Con i Måneskin
- 2018/19 – Il ballo della vita tour
- 2022/23 – Loud Kids Tour Gets Louder
- 2023 – Rush! World Tour